# Безверхий, Виктор Ванифатович
Виктор Ванифатович Безверхий  (8 июня 1953, Чаплище, Кировоградская область — 18 декабря 2009) — украинский предприниматель, общественный деятель и филантроп, первый президент ФК «Динамо» (Киев).

## Детство и молодые годы
Виктор Безверхий родился 8 июня 1953 года в селе Чаплище Кировоградской области (ныне затоплено Кременчугским водохранилищем) в семье сельского учителя.
В связи со строительством водохранилища семью переселили в Светловодск, где Виктор окончил среднюю школу с золотой медалью. Увлекался шахматами и футболом, окончил Светловодскую ДЮСШ, играл в футбольной сборной города. Но поступить с первого раза на физический факультет КГУ имени Т. Г. Шевченко, где учился его старший брат Анатолий, не получилось, и он год работал фрезеровщиком на КрАЗе. В следующем, 1971 году, Виктор становится студентом лучшего вуза Украины.
По окончании университета Безверхий с 1976 по 1987 год работал на киевском заводе «Арсенал» инженером-исследователем центрального конструкторского бюро, а затем начальником сектора ЦКБ. На общественных началах выполнял обязанности секретаря заводского комитета комсомола. Безверхий — один из инициаторов создания на Украине первых молодёжных жилищных комплексов (МЖК).

## «Прогресс» и киевское «Динамо»
В 1987 Виктор Безверхий возглавил один из первых в СССР Киевский центр научно-технической творческой молодежи «Прогресс» (впоследствии АТ Инновационный центр «Прогресс»). Назначение подписывал первый секретарь Киевского горкома ЛКСМУ Владимир Клименко. Первыми проектами нового центра стали микросхемы для телефонной связи, в том числе автоматический определитель номера, а к концу 1987 года с «Прогрессом» уже сотрудничало более сотни творческих коллективов, выполнявших заказы десятков предприятий; за два первых года работы центра оборот средств составил свыше 5 млн рублей. По инициативе Безверхого ЦНТТМ «Прогресс» были проведены исследовательские работы, с которых началось восстановление Михайловского Златоверхого собора.

В 1988 году «Прогресс» организовал на стадионе «Динамо» рок-фестиваль «Все звёзды». В фестивале приняли участие группы «Вопли Видоплясова», «Бригада С», «Звуки Му», «Игры», «АВИА». Доход от мероприятия в размере около 100 тысяч рублей был полностьтю перечислен на счёт футбольного клуба «Динамо» (Киев). Вскоре Безверхий был избран президентом клуба, который был создан в порядке эксперимента как государственно-общественное объединение. До этого команду финансировало министерство внутренних дел УССР. Безверхий оставался на посту президента до 1993 года, когда тяжелейшее финансовое положение клуба заставило игроков проголосовать за его отставку. Различные источники называют причиной финансовых проблем «Динамо» некомпетентность Безверхого в качестве бизнесмена. Владимир Сушко, бывший заместитель Безверхого по «Прогрессу», отмечает: 
Виктор был очень хорошим, порядочным человеком, но его сложно назвать успешным бизнесменом... Очень мягкий, никому не мог отказать.
Основным источником дохода «Динамо» при Безверхом была продажа игроков в зарубежные клубы. Только от продажи Александра Заварова в «Ювентус» «Динамо» получило около двух миллионов долларов, огромные по советским понятиям деньги. Но средства уходили на финансирование нерентабельных и ненужных команде проектов (с «Динамо» в эти годы были связаны 25 малых предприятий), клуб задолжал многочисленным банкам. К 1993 году команда оказалась в положении, когда не могла расплатиться с игроками за победы в чемпионате и Кубке Украины, не было экипировки и даже минеральной воды на тренировочной базе. Безверхого и его помощников обвиняли в финансовых махинациях и разбазаривании средств. Как вспоминает Сушко, на последнем этапе Безверхий пытался содержать команду из личных средств, заложив квартиру и машину, ездя на работу на электричке из дома второй жены в киевском пригороде Буче. В итоге новым президентом клуба стал Григорий Суркис, который, по словам тогдашнего вратаря «Динамо» Игоря Кутепова, платил игрокам зарплату ещё до смены руководства.

## Дальнейшая судьба
В 1998—2002 годах Безверхий — директор государственного предприятия «Информационно-издательский центр „Держінфотур“», а с 2002 по 2007 год — генеральный директор государственного предприятия «Національна туристична організація» («Национальная туристическая организация»; НТО).
Последний год своей жизни Виктор Безверхий работал в Киевской городской государственной администрации начальником отдела Главного управления коммунального хозяйства, занимался вопросами подготовки гостиничного хозяйства к Евро-2012. Умер 18 декабря 2009 года от инфаркта в маршрутном такси по дороге на работу. Похоронен в городе Буча.

## Филантропия
Занимая должность президента ФК «Динамо-Киев», Виктор Безверхий очень много сделал для становления украинской государственности. Ещё в 1990 году динамовцы начали выходить на футбольное поле в желто-голубой форме. Именно он одним из первых выступал за проведение национального чемпионата Украины. За неполных пять лет президентства В. Безверхого ФК «Динамо» (Киев) предоставил спонсорскую помощь на сумму около миллиона долларов США ряду медицинских учреждений Киева. Виктор Безверхий был организатором и меценатом первой в независимой Украине выставки-ретроспективы «Украинский авангард — 20-40-е, 60-80-е годы», первой масштабной выставки «Современное искусство Украины» за рубежом, которая с успехом прошла летом 1992 р. в Вене.
В мае 1991 года достоялась встреча динамовцев с патриархом УАПЦ Мстиславом (Скрипником), которая стала началом работ по возрождению Михайловского Златоверхого собора. Именно Виктор Безверхий был их инициатором, первым меценатом.